# Cirrina
Cirrina ou Cirrata é uma subordem e uma das duas principais divisões dos polvos. Os polvos Cirrate têm uma pequena concha interna e duas barbatanas na cabeça, enquanto sua subordem irmã Incirrina não tem nenhum . As barbatanas dos octópodes cirrados estão associadas a uma concha única semelhante a uma cartilagem em um saco de concha . Em corte transversal, as nadadeiras têm regiões proximais e distais distintas, ambas cobertas por uma fina bainha superficial de músculo .
A subordem é nomeada por pequenos fios semelhantes a cílios (cirri) nos braços do polvo, um par para cada ventosa . Acredita-se que eles desempenhem algum papel na alimentação, talvez criando correntes de água que ajudam a aproximar o alimento do bico. Polvos Cirrate são notáveis por falta de sacos de tinta.

## Filogenia
Uma filogenia molecular baseada em sequências de marcadores de DNA mitocondrial e nuclear de Sanchez et al., 2018, mostra que o Cirrina é parafilético, ou seja, não é um único clado. Em vez disso, um clado contendo Opisthoteuthidae e Cirroctopodidae é irmão de Octopodida, enquanto um clado contendo Cirroteuthidae e Stauroteuthidae é irmão do clado que contém esses outros grupos. No entanto, estudos subsequentes, usando uma cobertura maior de espécies e genes, descobriram que Cirrata e Incirrata são clados monofiléticos, consistente com estudos morfológicos e moleculares anteriores .

## Classificação
A classificação mais tradicional de Cirrina reconhece quatro famílias (Opisthoteuthidae, Cirroteuthidae, Stauroteuthidae e Cirroctopodidae) conforme descrito abaixo .
- CLASSE CEFALÓPODA
  - Subclasse Nautiloidea : nautilus
  - Subclasse † Ammonoidea : amonites
  - Subclasse Coleoidea
    - Superordem Decapodiformes : lulas, chocos
    - Superordem Octopodiformes
      - Família † Trachyteuthididae ( incertae sedis )
      - Ordem Vampyromorpha : lula vampira
      - Ordem Octopoda
        - Gênero † Keuppia ( incertae sedis )
        - Gênero † Palaeoctopus ( incertae sedis )
        - Gênero † Proteroctopus ( incertae sedis )
        - Gênero † Styletoctopus ( incertae sedis )
        - Subordem Cirrina : polvo de águas profundas com barbatanas
          - Família Opisthoteuthidae (contendo Opisthoteuthis, Grimpoteuthis, Cryptoteuthis e Luteuthis )
          - Família Cirroteuthidae (contendo Cirroteuthis, & Cirrothauma )
          - Família Stauroteuthidae (contendo Stauroteuthis)
          - Família Cirroctopodidae (contendo Cirroctopus )
          - Família incerta: † Paleocirroteuthis[6]

        - Subordem Incirrina

Uma classificação alternativa de Cirrini (famílias cirráticas) é proposta e apoiada por vários autores recentes .
- Subordem Cirrina : polvo de águas profundas com barbatanas
  - Família Opisthoteuthidae (contendo apenas Opisthoteuthis )
  - Família Grimpoteuthidae (contendo Grimpoteuthis, Cryptoteuthis e Luteuthis )
  - Família Cirroteuthidae (contendo Cirroteuthis, Cirrothauma e Stauroteuthis )
  - Família Cirroctopodidae (contendo Cirroctopus )